# Mari Miyamoto
Mari Miyamoto (宮本 真理, Miyamoto Mari) is een Japans voormalig voetbalster.

## Carrière
Miyamoto speelde voor OKI FC Winds.
Miyamoto maakte op 12 november 1999 haar debuut in het Japans vrouwenvoetbalelftal tijdens een wedstrijd om het Aziatisch kampioenschap 1999 tegen Nepal.

## Statistieken
| Japans vrouwenvoetbalelftal | Japans vrouwenvoetbalelftal | Japans vrouwenvoetbalelftal |
| Jaar                        | Wed.                        | Dlp.                        |
| --------------------------- | --------------------------- | --------------------------- |
| 1999                        | 1                           | 0                           |
| Totaal                      | 1                           | 0                           |